# Shavette

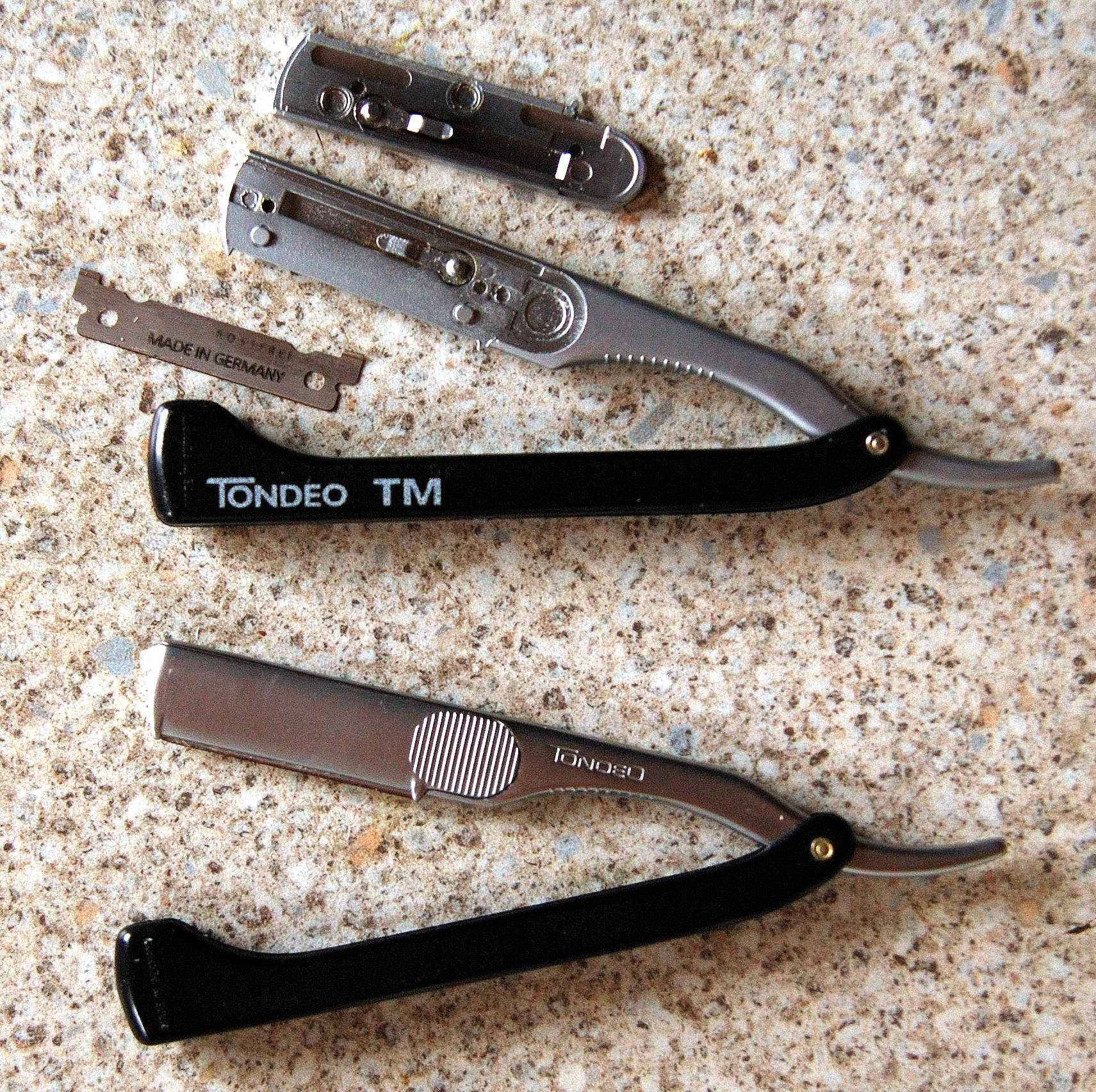
Tondeo Shavette

A shavette egy borotvakés cserélhető pengével. Higiéniai megfontolásokból Európában a szolgáltatók (borbélyok) már csak ilyet használhatnak.  

## Történet, gyártók
Az elnevezés a német DOVO Solingen márkanevéből vált általánosan használt kifejezéssé. Bár az első cserélhető pengés borotvák a borotvakés továbbfejlesztett változatai voltak (pl. a Weck "Sextoblade"), a szakemberek körében csak az 1980-as években kezdtek terjedni a HIV-vírus megjelenését követő higiéniai szabályok bevezetése kapcsán. Ezek megkövetelték a borotvakések hő-sterilizálását minden vendég után, ami természetesen megváltoztatja az acél tulajdonságait, így a borotvakéseket minden hőkezelés után újra kellett élezni. Ezt a kényelmetlenséget és pluszmunkát kerülhették el a minden vendég után kicserélt eldobható penge használatával. Akkoriban a DOVO volt az egyik utolsó gyártó amely a biztonsági és eldobható borotvák miatt zsugorodó piacon még hagyományos borotvakéseket kínált és népszerű volt a profik között.
Más említésre méltó a német gyártó NTS és Tondeo, továbbá a Bolzano és az Universal Olaszországból, valamint a Feather Japánból.

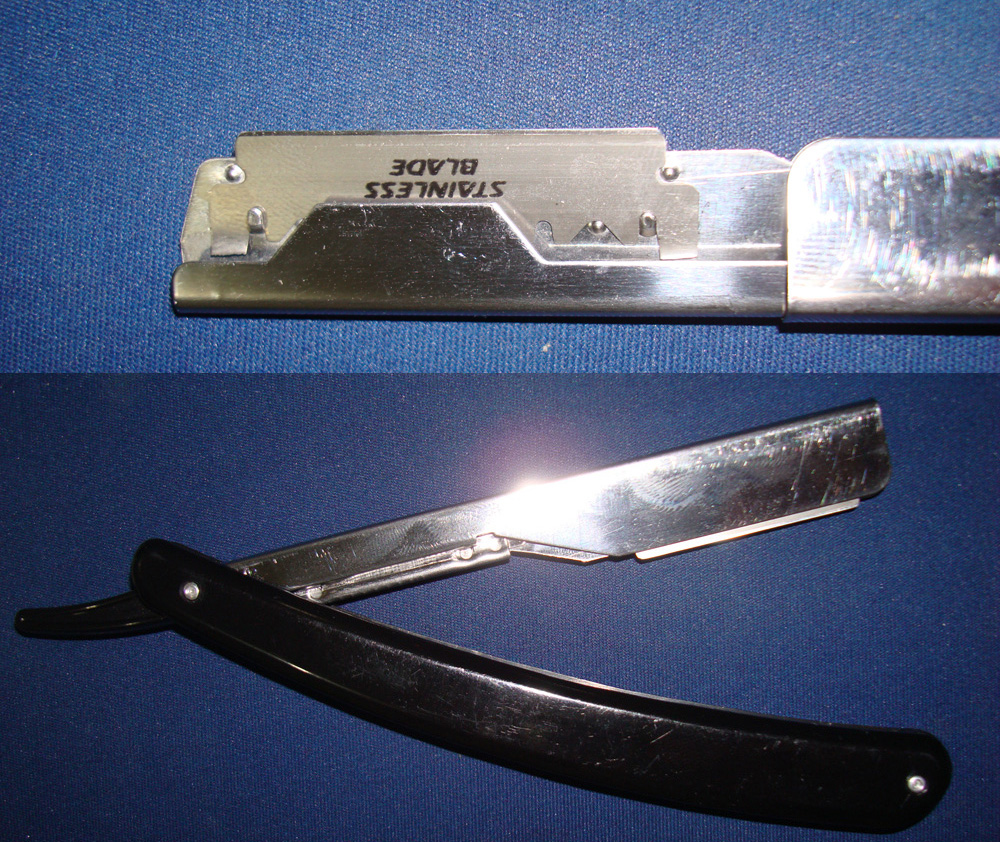

## Leírás
A shavette egyesíti a borotvakés és a biztonsági borotva előnyeit. A biztonsági borotvával szemben közvetlen rálátást biztosít a vágási felületre és ellentétben a borotvakéssel, a cserélhető pengét nem kell élezni. A borotvakés rajongói a shavette-et ajánlják átmeneti eszköznek a biztonsági, eldobható és cserélhető fejű borotvákról a borotvakésre áttéréskor.

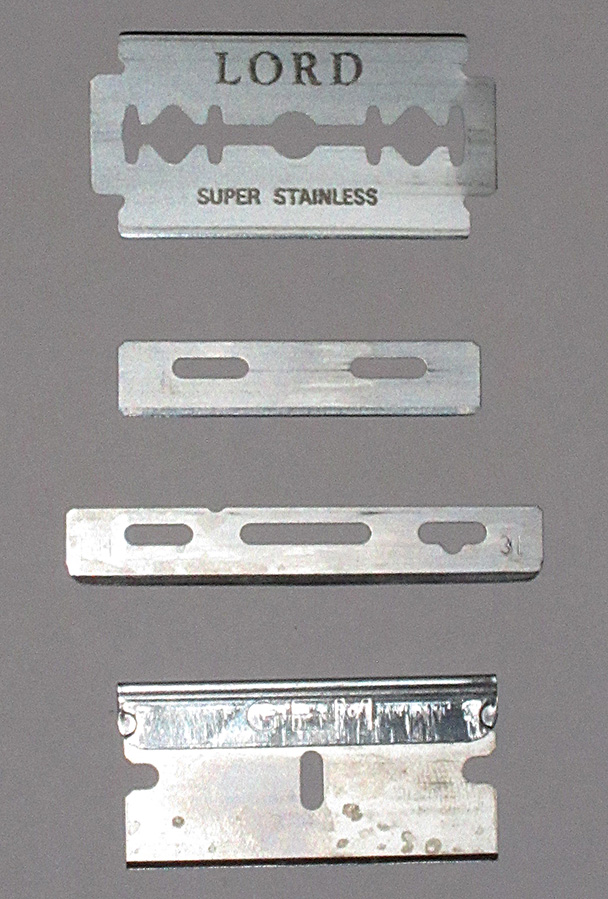
Fentről lefelé: DE (Gillette), SE (Schick), SE (Shavette) és GEM pengék.

A legtöbb modellen három különböző penge használható, amelyek különböző rögzítőpeckek segítségével illeszthetők a shavette-be. A hagyományos kétoldalas DE penge félbetörve használható. Ennek megvan az az előnye, hogy nagyon éles, és széles körben használják, így könnyen hozzáférhető. A közepesen hosszú, egyoldalas SE borotvapenge kompromisszumos megoldás a hossz, élesség és beszerzés szempontjából. A hosszú, különleges shavette pengék előnye, hogy ezek állnak legközelebb a hagyományos borotvakéshez, viszont csak szakkereskedésekben beszerezhetők.